# Meteor Rupēs
Le Meteor Rupēs sono una struttura geologica della superficie di Mercurio.